# Nguyễn Trung Thiên
Nguyễn Trung Thiên (11 tháng 6 năm 1906 - 11 tháng 2 năm 1931) là nhà cách mạng của Việt Nam. Ông là Bí thư Tỉnh ủy đầu tiên của Đảng bộ Đảng Cộng sản Việt Nam tỉnh Hà Tĩnh, bị chính quyền thực dân Pháp xử bắn vào ngày 11-2-1931.

## Thân thế, sự nghiệp
Nguyễn Trung Thiên tên thật là Trần Hữu Thiều, sinh ngày 11-6-1906 tại làng Dương Xuân (nay thuộc xã Lĩnh Sơn, huyện Anh Sơn, tỉnh Nghệ An). Năm 21 tuổi (1927) Trần Hữu Thiều đã là một trong 7 hội viên Hội thanh niên ở Dương Xuân. Năm 1929, ông trở thành một trong những đảng viên Đông Dương Cộng sản Đảng đầu tiên ở quê nhà; ông được chỉ định làm ủy viên Ban Chấp hành Tổng Nông hội tỉnh Nghệ An.
Đầu tháng 1-1930, Kỳ bộ Đông Dương Cộng sản Đảng ở Trung Kỳ phái Nguyễn Trung Thiên vào công tác tại Hà Tĩnh. Vào Hà Tĩnh, Nguyễn Trung Thiên đã thành lập chi bộ Đảng, làm hạt nhân mở rộng các tổ chức ra các phủ huyện trong tỉnh. Sau khi Đảng Cộng sản Việt Nam ra đời, Nguyễn Trung Thiên đã phối hợp với các đồng chí trong nhóm Đông Dương Cộng sản Liên đoàn ở Hà Tĩnh mở hội nghị thành lập Đảng bộ Đảng Cộng sản Việt Nam tỉnh Hà Tĩnh vào cuối tháng 3-1930. Hội nghị đã bầu Ban Chấp hành lâm thời do Nguyễn Trung Thiên làm Bí thư.
Tong quá trình hoạt động cách mạng, Nguyễn Trung Thiên thường tâm sự với bạn bè đồng chí: “Làm cách mạng là không sợ chết, sợ chết thì không làm được; giao việc gì cũng phải làm đến nơi đến chốn”.
Cuộc biểu tình ngày 1-8-1930 của hơn 500 nông dân huyện Can Lộc cùng hàng loạt cuộc đấu tranh khác tại Hà Tĩnh nổ ra dưới sự lãnh đạo và tổ chức của Tỉnh ủy lâm thời Hà Tĩnh do Nguyễn Trung Thiên đứng đầu. Ông đã có công lao đáng kể đối với cao trào cách mạng ở Hà Tĩnh từ những cuộc đấu tranh bước đầu. Tại Đại hội đại biểu Đảng bộ Hà Tĩnh lần thứ nhất (9-1930), Nguyễn Trung Thiên đã đề cử Nguyễn Thiếp (quê Phù Việt, Thạch Hà) làm Bí thư Tỉnh ủy còn mình xin được trực tiếp chỉ đạo phong trào đấu tranh ở huyện Can Lộc. Với cương vị là ủy viên Thường vụ Tỉnh ủy, Nguyễn Trung Thiên đã cùng với Ban Chấp hành Đảng bộ tập trung sức lực vào công tác xây dựng Đảng về tư tưởng và tổ chức, làm hạt nhân lãnh đạo phong trào quần chúng.
Ngày 22-11-1930, trong khi đang làm nhiệm vụ ở Can Lộc, Nguyễn Trung Thiên sa vào tay chính quyền thực dân. Vào tù, mặc dù bị tra tấn dã man, ông đã tỏ rõ khí phách kiên cường không khuất phục trước kẻ thù. Vào ngày 11-2-1931, chính quyền thực dân đã ngầm đưa ông về xử bắn tại thôn Phù Minh (Can Lộc).
Ông hy sinh ở tuổi 27 nhưng những hạt giống cách mạng mà ông và các đồng chí đã gieo xuống trên đất Hà Tĩnh vẫn phát triển rộng khắp. Từ cuối năm 1930, đầu năm 1931, khắp các phù huyện liên tiếp nổ ra các cuộc biểu tình với quy mô lớn, thu hút hàng vạn người tham gia, làm nên một cao trào Xô Viết Nghệ Tĩnh.

## Công trình mang tên Nguyễn Trung Thiên
- Tháng 8 năm 1972, lãnh đạo tỉnh Hà Tĩnh đã quyết định thành lập trường trung học phổ thông mang tên Nguyễn Trung Thiên ở vùng biển ngang huyện Thạch Hà.[1]

- Sau ngày tái lập tỉnh (1991), Ủy ban Nhân dân tỉnh cũng đã lấy tên ông đặt cho một đường phố của thị xã (nay là thành phố) Hà Tĩnh.[1]